# Obras del Zuiderzee

Resumen de las obras del Zuiderzee, que pasó a convertirse en un lago de agua dulce. Las tierras ganadas al mar aparecen en verde oscuro, con nuevas ciudades en esta superficie. Los diques aparecen marcados en negro y las estaciones de bombeo representadas con triángulos

Las obras del Zuiderzee (en neerlandés: Zuiderzeewerken) son un sistema artificial de diques, drenaje de aguas y posterior recuperación, el mayor proyecto de ingeniería hidráulica emprendido por los Países Bajos durante el siglo XX. El proyecto consistió en represar el Zuiderzee, una gran ensenada poco profunda del mar del Norte y ganar tierras al mar mediante la creación de pólderes. Sus principales objetivos eran mejorar la protección contra las inundaciones y crear más superficie para la agricultura.

## Historia
Aunque hacía muchos años que existían otros planes para la recuperación del Zuiderzee, Cornelis Lely fue el primero, en 1891, en presentar técnicamente un plan que tenía en cuenta las ventajas y desventajas, el impacto económico, el coste del proyecto y los riesgos.
En 1913, cuando la mayoría de la población seguía siendo hostil al proyecto, siguiendo el consejo de Lely, la reina Guillermina de los Países Bajos anunció en su discurso del trono que había llegado el momento de iniciar la recuperación del Zuiderzee. Dos argumentos jugaron a su favor: aunque los Países Bajos se declararon neutrales y no estaban directamente implicados, el estallido de la Primera Guerra Mundial provocó escasez de alimentos; disponer de tierras cultivables habría marcado la diferencia. Además, la conmoción causada por la inundación de 1916 contribuyó a que el parlamento neerlandés aprobara el inicio de las obras del Zuiderzee el 13 de junio de 1918.
La ventaja de su proyecto era el acortamiento de la línea costera: con cientos de kilómetros de costa en el Zuiderzee, era muy difícil mantener una barrera eficaz. 
| Proyecto                         | Dique                                                   | Longitud | Inicio              | Finalización             | Superficie | Fecha de drenaje        |
| Conexión de la isla de Wieringen | Amsteldiepdijk                                          | 2,5 km   | 29 de junio de 1920 | 31 de julio de 1924      | —          | —                       |
| Cierre del Zuiderzee             | Afsluitdijk                                             | 32 km    | Enero de 1927       | 23 de mayo de 1932       | —          | —                       |
| Pólder piloto de Andijk          | Andijk                                                  | 1,9 km   | 1926                | Principios de 1927       | 40 ha      | 27 de agosto de 1927    |
| Wieringermeer                    | Gran dique del Wieringermeer                            | 18 km    | 1927                | 27 de julio de 1927      | 20000 ha   | 31 de agosto de 1930    |
| Noordoostpolder                  | Diques del Noordoostpolder                              | 55 km    | 1936                | 13 de diciembre de 1940  | 48000 ha   | 9 de septiembre de 1942 |
| Pólder de Flevolanda Oriental    | Diques de Flevolanda Oriental, Knardijk, etc.           | 90 km    | Principios de 1950  | 13 de septiembre de 1956 | 54000 ha   | 29 de junio de 1957     |
| Pólder de Flevolanda Meridional  | Diques de Flevolanda Meridional, Oostvaardersdijk, etc. | 70 km    | Principios de 1959  | 25 de octubre de 1967    | 43000 ha   | 29 de mayo de 1968      |
| Markerwaard                      | Houtribdĳk                                              | 28 km    | 1963                | 4 de septiembre de 1975  | (41000 ha) | no completado           |